# Octavian Soviany
Octavian Soviany (n. 23 aprilie 1954, Brașov) este un poet, prozator și critic literar român.

## Biografie
Octavian Soviany a absolvit Facultatea de Filologie a Universității Babeș-Bolyai din Cluj în anul 1979 și a făcut parte în perioada studenției din redacția revistei Echinox.
Începând cu anul 1979 a fost profesor de limba și literatura română și de literatură universală în școli din București. În intervalul cuprins între 1990 și 1992 a fost publicist comentator al revistei lunare „Universul cărții”, director Ion Vartic. Din 1992 până în 1994 a fost redactor al revistei săptămânale „Contemporanul – Ideea europeană”, director Nicolae Breban.
În 25 iunie 2008 a obținut titlul de Doctor în Filologie la Universitatea București, Facultatea de Litere, după ce a parcurs etapa de Doctorand în filologie, specialitate literatură română, stagiu de pregătire: examene și referate susținute conform programului și elaborarea tezei intitulate  Textualismul românesc (conducător Prof Univ Dr Florin Mihăilescu) apoi predarea pentru susținere după ce a obținut avizul favorabil al Catedrei de Literatură Română de la Șef de catedră, Prof Dr Mircea Anghelescu
A fost membru al USR (Uniunea Scriitorilor din România) din 1995 până în 2016, atunci când în luna martie a fost exclus, alături de alți zece scriitori contemporani, aducându-i-se acuzații de rebeliune împotriva conducerii USR. 
Pe lângă nenumărate premii acordate în activitatea sa, a fost decorat cu Ordinul „Meritul Cultural” în grad de Cavaler, acordat de Președintele României în 2004.

## Activitatea literară
- În 1975 debutează simultan cu poezie și critică în revista „Echinox” din Cluj-Napoca.
- Debutul editorial  este marcat de volumul de poezie Ucenicia bătrânului alchimist, Editura Dacia,  1983 .
- De-a lungul anilor are colaborări la publicațiile „România literară”, „Contemporanul”, „Luceafărul”, „Viața românească”, „Ziua literară”, „Cuvântul”, „Paradigma”, „Echinox”, „Amfiteatru” „Apostrof”,”Familia”, „Tomis” ,”Seine et Danube” (Paris), „Contrafort” (Chișinău), „Tribuna”, „Familia”.
- Este antologat în: Poezia română actuală (Marin Mincu), Deliruri și delire – o antologie a poeziei onirice (Ruxandra Cesereanu), prezent în volumul colectiv Teatru, editat de Asociația Scriitorilor din București cu piesa Insula fericiților (2000), 27 Poezie de București, coordonată de Dan Mircea Cipariu, Asociația Scriitorilor din București, Scriitori pe calea regala, editura Brumar 2008, proiect al Uniunii Scriitorilor.
- A tradus din operele autorilor francezi Baudelaire, Alexandre Dumas, Daniel Pennac, Antoine de Saint-Exupéry.

## Volume publicate

### Poezie
- Ucenicia bătrânului alchimist (Dacia 1983)
- Cântecele desăvârșirii interioare (Albatros, 1994)
- Provincia pedagogică (Cartea româneasca, 1995)
- Turnul lui Casanova (Pontica, 1996)
- Textele de la Montsalvat (Axa, 1997)
- Cartea lui Benedict (antologie, Vinea,  2002)
- Alte poeme de modă veche (Pontica, 2004)
- Scrisori din Arcadia (Paralela 45, 2005)
- Dilecta (Cartea Românească, 2006) (nominalizat pentru premiul de poezie al USR)[3]
- Pulberea, praful și revoluția (Casa de editură Max Blecher, 2012)

### Proză
- Textele de la Monte Negro (Pontica, 2003)
- Viața lui Kostas Venetis , Cartea Românească, 2011[4][5], Editura Polirom, 2011, 2013, ISBN print 978-973-46-3203-9
- Arhivele de la Monte Negro, Editura Cartea Românească, 2012
- Moartea lui Siegfried, Editura Cartea Românească, 2015
- Năluca, Editura Cartea Românească, 2016
- Casa din strada Sirenelor, Timișoara, Hyperliteratura, 2017, ISBN 978-606-94440-0-9
- Am fost un copil reușit, memorii, Hyperliteratura, 2018
- Micul saturnian, seria Lelian, vol. I, Hyperliteratura, 2019
- Îmbarcarea către Cythera, seria Lelian, vol. II, Hyperliteratura, 2020
- Corabia beată, seria Lelian, vol. III, Hyperliteratura, 2022
- Capul de faun, seria Lelian, vol. IV, Hyperliteratura, 2022
- Un păstoraș din Ardeni, seria Lelian, vol. V, Hyperliteratura, 2024
- Între limburi, seria Lelian, Hyperliteratura, 2025

### Volume colective
- Treisprezece. Prοză fantastică, coord. de Doina Ruști, Editura Litera, 2021

### Eseistică
- Textualism, postmodernism, apocaliptic - Vol. 1-2, Pontica, 2000-2001
- Experiment si angajare ontologică: eseu despre opera lui Marin Mincu, Editura 100+1 Gramar, 2002
- Textualismul românesc: (apocaliptica textului),Universitatea Bucuresti, [Facultatea de Litere], [2008] - TEZA DE DOCTORAT
- Bătrânețea ucenicului alchimist: un interviu cu...., Casa de pariuri literare, 2015

### Teatru
- Strălucirea si suferințele filosofilor (Ghepardul, 1992). (Spectacol-lectură la Theatrum mundi în regia lui Victor Ioan Frunză.)
- Cinci poeme dramatice, (Palimpsest, 2005)
- Miracolul din strada Panterei  - Vol. 1, Tracus Arte, 2016

## Premii și distincții
- 1993 – Bursă acordată de Fundația „Soros” – dramaturgie
- 1994 – premiul Asociației Scriitorilor din București pentru volumul de poezie Cântecele desăvârșirii interioare.
- 2001 – premiul Asociației Scriitorilor din București, premiul revistei „Tomis”, premiul revistei „Poesis” pentru volumul de critică Textualism, postmodernism, apocaliptic.
- 2004  - Ordinul „Meritul Cultural” în grad de Cavaler acordat de Președintele României
- 2007 -  premiul cititorilor revistei Observator Cultural  și premiul de Poezie  George Bacovia al revistei Ateneu (Bacău) pentru volumul Dilecta
- Premiul de Poezie al Festivalului Aurel Dragoș Munteanu (Turda, Cluj)
- Premiul Revistei Luceafărul pentru ESEU
- 2012 - premiul pentru proză la Gala Premiilor Radio Romania Cultural pentru romanul „Viața lui  Kostas Venetis”
- 2013 - premiul revistei „ Observator cultural" pentru poezie pentru volumul „Pulberea, praful și revoluția”
- 2014 - premiul Cartea de Poezie a anului 2014
- 2025 - premiul „Gheorghe Crăciun" OPERA OMNIA acordat de publicația „Observator cultural" la XIX -a ediție